# Нуречи
Нуречи (итал. Nureci) — коммуна в Италии, располагается в регионе Сардиния, в провинции Ористано.
Население составляет 393 человека (2008 г.), плотность населения составляет 30 чел./км². Занимает площадь 13 км². Почтовый индекс — 9080. Телефонный код — 0783.
Покровительницей коммуны почитается святая Варвара, празднование 4 декабря.

## Демография
Динамика населения:

## Администрация коммуны
- Официальный сайт: